# Labinje
Labinje so naselje v Občini Cerkno.